# 密肋螺属
密肋螺属（学名：Iredalea）是卷管螺科下的一个属。

## 下属物种
本属包括以下物种：
- 侏儒卷管螺 Iredalea pygmaea Pilsbry & H.N.Lowe, 1932，白密肋螺